# Heterolocha marginata
Heterolocha marginata là một loài bướm đêm trong họ Geometridae.

## Hình ảnh

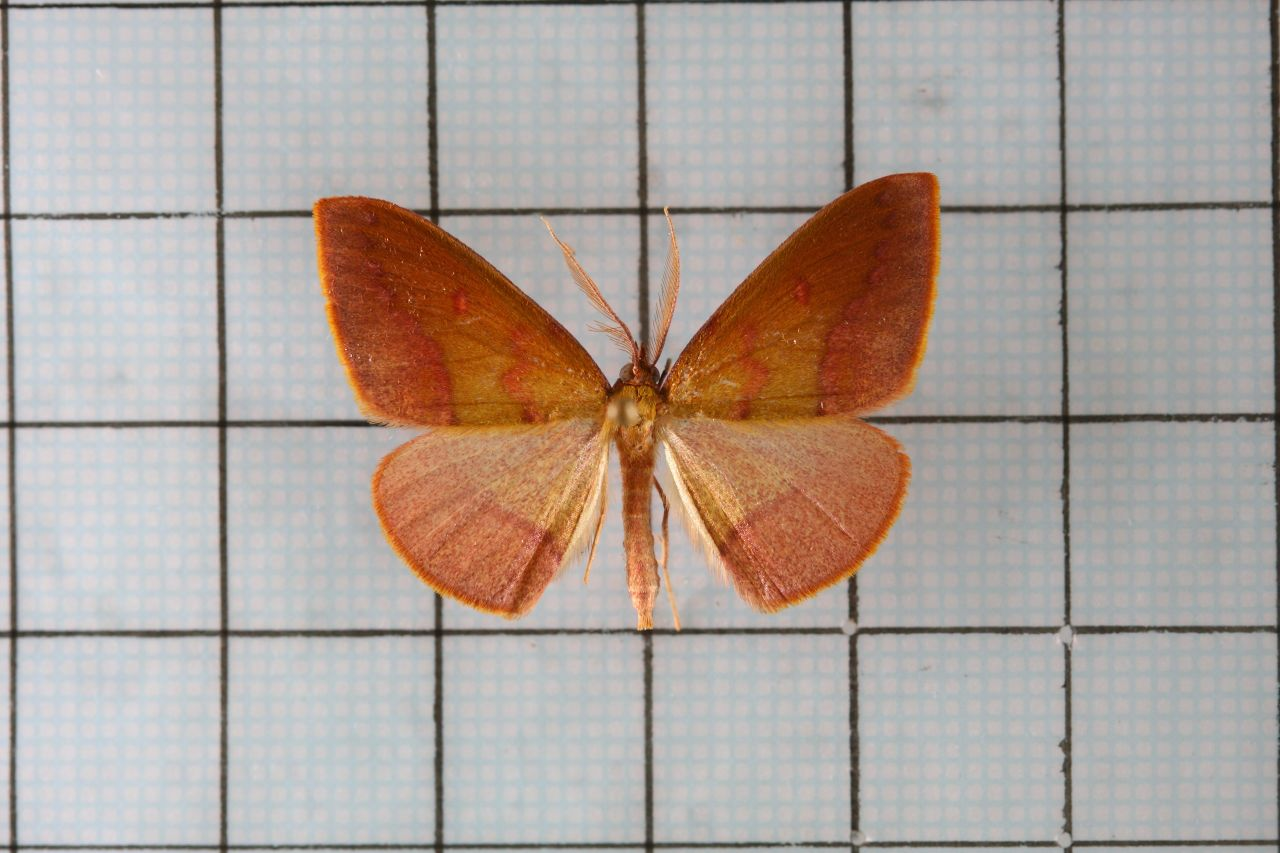
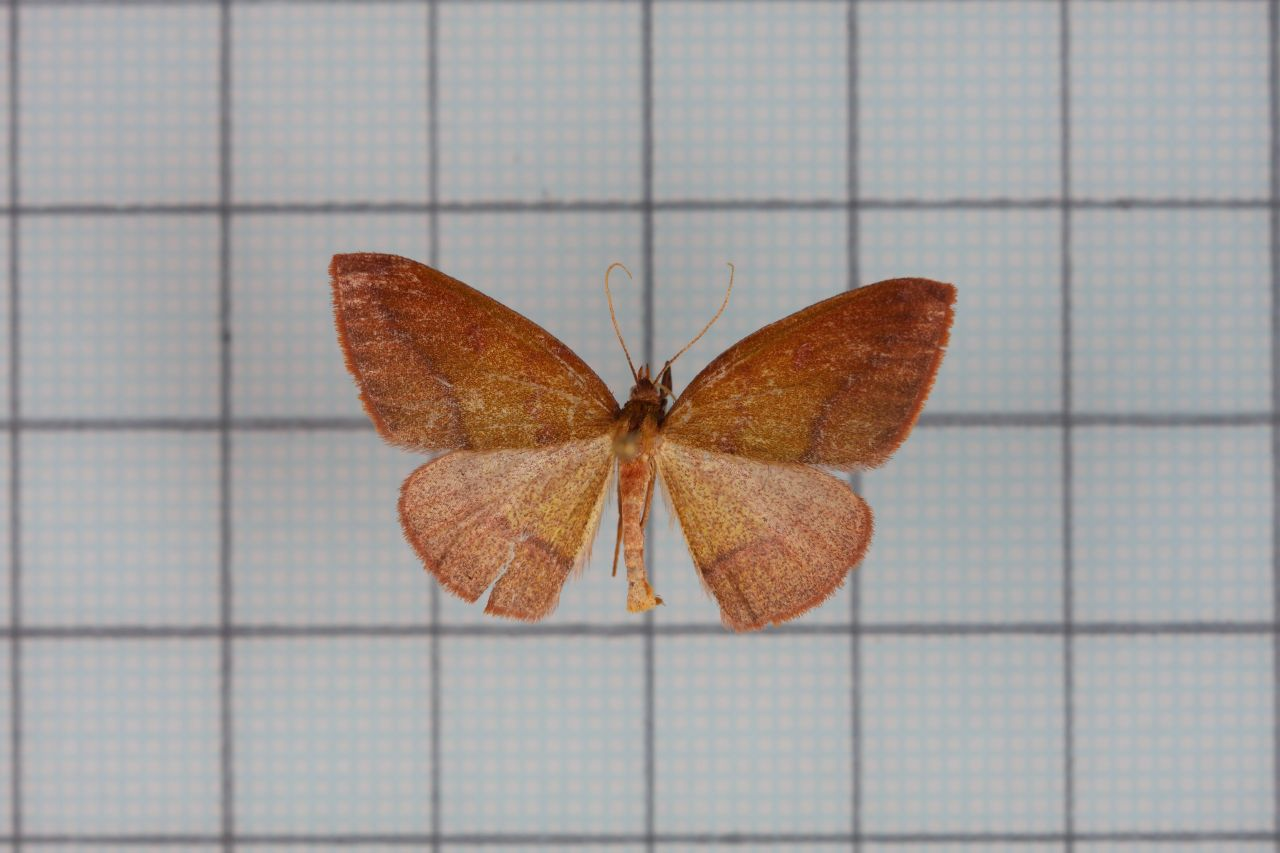
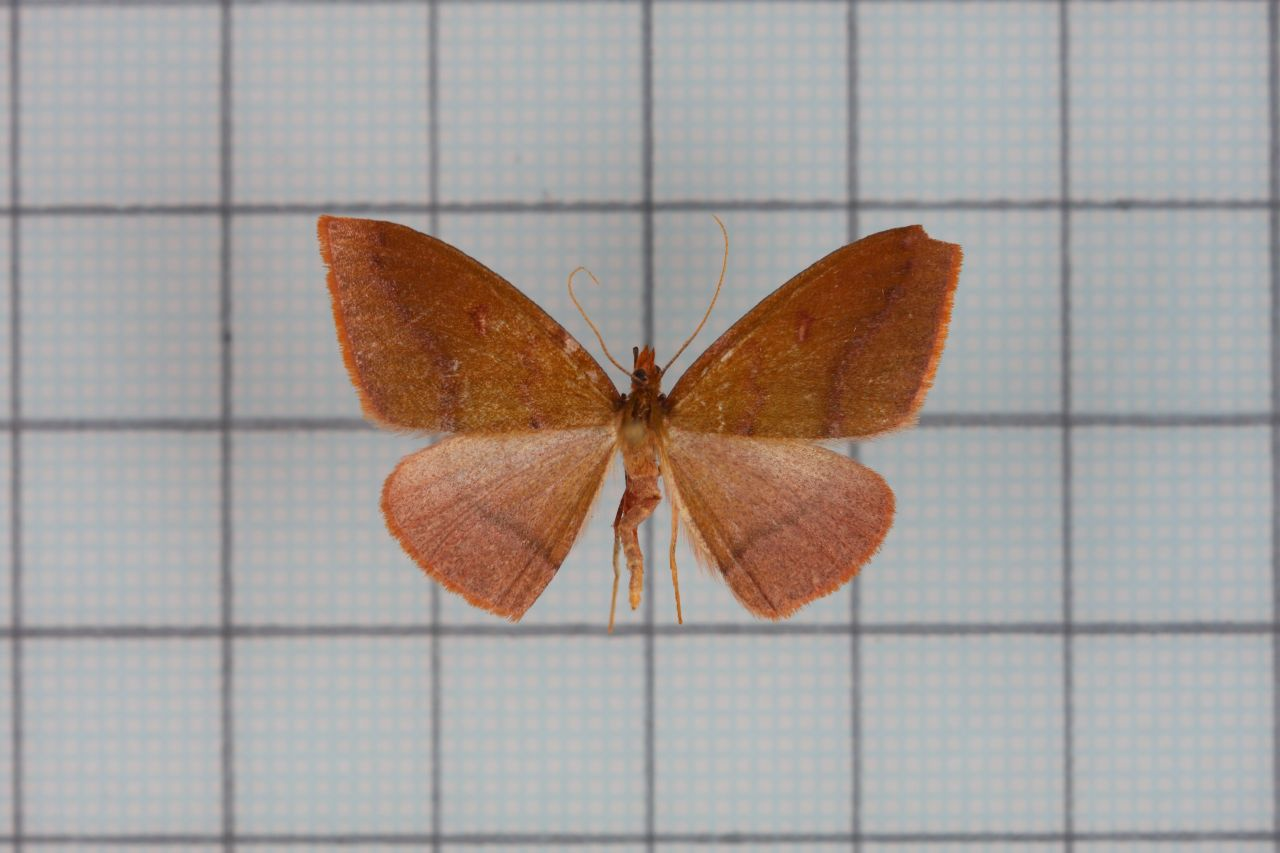